# Plobannalec-Lesconil
Plobannalec-Lesconil är en kommun i departementet Finistère i regionen Bretagne i västra Frankrike. Kommunen ligger i kantonen Guilvinec som tillhör arrondissementet Quimper. År 2022 hade Plobannalec-Lesconil 3 694 invånare.

## Befolkningsutveckling
Antalet invånare i kommunen Plobannalec-Lesconil
Referens:INSEE